# Grand Prix Niemiec 2013

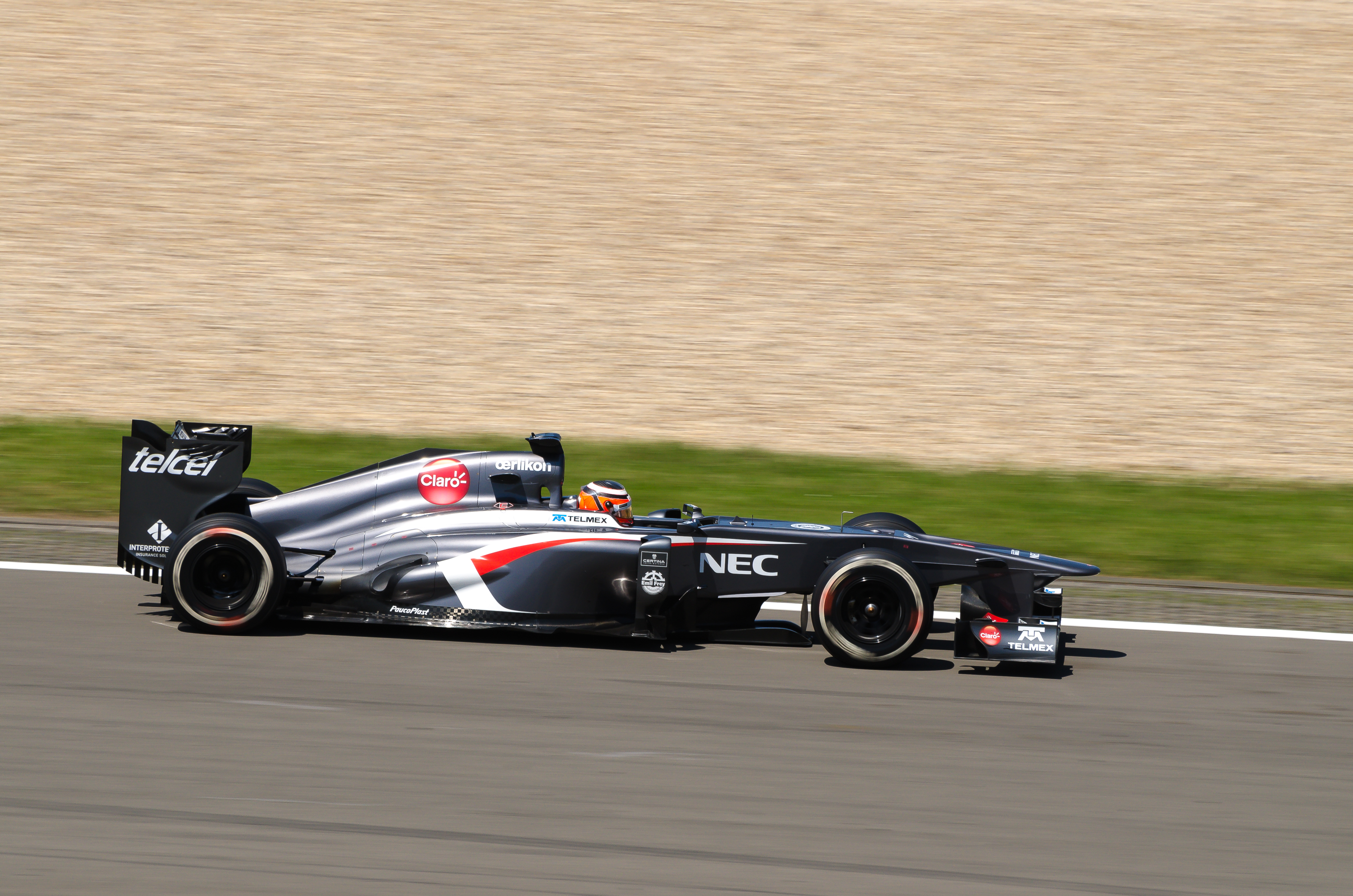
Nico Hülkenberg podczas Grand Prix Niemiec 2013

Grand Prix Niemiec 2013 (oficjalnie Formula 1 Großer Preis Santander von Deutschland) – dziewiąta runda Mistrzostw Świata Formuły 1 w sezonie 2013.

## Lista startowa
Na niebieskim tle kierowcy biorący udział jedynie w piątkowych treningach
| Nr | Kierowca            | Zespół                        | Samochód          | Silnik               | Opony |
| -- | ------------------- | ----------------------------- | ----------------- | -------------------- | ----- |
| 1  | Sebastian Vettel    | Infiniti Red Bull Racing      | Red Bull RB9      | Renault RS27-2013    | P     |
| 2  | Mark Webber         | Infiniti Red Bull Racing      | Red Bull RB9      | Renault RS27-2013    | P     |
| 3  | Fernando Alonso     | Scuderia Ferrari              | Ferrari F138      | Ferrari 056          | P     |
| 4  | Felipe Massa        | Scuderia Ferrari              | Ferrari F138      | Ferrari 056          | P     |
| 5  | Jenson Button       | Vodafone McLaren Mercedes     | McLaren MP4-28    | Mercedes-Benz FO108F | P     |
| 6  | Sergio Pérez        | Vodafone McLaren Mercedes     | McLaren MP4-28    | Mercedes-Benz FO108F | P     |
| 7  | Kimi Räikkönen      | Lotus F1 Team                 | Lotus E21         | Renault RS27-2013    | P     |
| 8  | Romain Grosjean     | Lotus F1 Team                 | Lotus E21         | Renault RS27-2013    | P     |
| 9  | Nico Rosberg        | Mercedes AMG Petronas F1 Team | Mercedes F1 W04   | Mercedes-Benz FO108F | P     |
| 10 | Lewis Hamilton      | Mercedes AMG Petronas F1 Team | Mercedes F1 W04   | Mercedes-Benz FO108F | P     |
| 11 | Nico Hülkenberg     | Sauber F1 Team                | Sauber C32        | Ferrari 056          | P     |
| 12 | Esteban Gutiérrez   | Sauber F1 Team                | Sauber C32        | Ferrari 056          | P     |
| 14 | Paul di Resta       | Sahara Force India F1 Team    | Force India VJM06 | Mercedes-Benz FO108F | P     |
| 15 | Adrian Sutil        | Sahara Force India F1 Team    | Force India VJM06 | Mercedes-Benz FO108F | P     |
| 16 | Pastor Maldonado    | Williams F1 Team              | Williams FW35     | Renault RS27-2013    | P     |
| 17 | Valtteri Bottas     | Williams F1 Team              | Williams FW35     | Renault RS27-2013    | P     |
| 18 | Jean-Éric Vergne    | Scuderia Toro Rosso           | Toro Rosso STR8   | Ferrari 056          | P     |
| 19 | Daniel Ricciardo    | Scuderia Toro Rosso           | Toro Rosso STR8   | Ferrari 056          | P     |
| 20 | Charles Pic         | Caterham F1 Team              | Caterham CT03     | Renault RS27-2013    | P     |
| 21 | Giedo van der Garde | Caterham F1 Team              | Caterham CT03     | Renault RS27-2013    | P     |
| 22 | Jules Bianchi       | Marussia F1 Team              | Marussia MR02     | Cosworth CA2013      | P     |
| 22 | Rodolfo González    | Marussia F1 Team              | Marussia MR02     | Cosworth CA2013      | P     |
| 23 | Max Chilton         | Marussia F1 Team              | Marussia MR02     | Cosworth CA2013      | P     |
| Nr | Kierowca            | Zespół                        | Samochód          | Silnik               | Opony |

## Wyniki

### Sesje treningowe
Źródło: Wyprzedź Mnie!
| Sesja | Nr | Kierowca         | Konstruktor      | Czas     | Okr. |
| ----- | -- | ---------------- | ---------------- | -------- | ---- |
| 1     | 10 | Lewis Hamilton   | Mercedes         | 1:31,754 | 25   |
| 2     | 1  | Sebastian Vettel | Red Bull-Renault | 1:30,416 | 39   |
| 3     | 1  | Sebastian Vettel | Red Bull-Renault | 1:29,517 | 19   |

### Kwalifikacje
Źródło: Wyprzedź Mnie!
| Poz. | Nr | Kierowca            | Konstruktor                    | Q1       | Q2       | Q3       | Poz. s. |
| ---- | -- | ------------------- | ------------------------------ | -------- | -------- | -------- | ------- |
| 1    | 10 | Lewis Hamilton      | Mercedes                       | 1:31,131 | 1:30,152 | 1:29,398 | 1       |
| 2    | 1  | Sebastian Vettel    | Red Bull-Renault               | 1:31,269 | 1:29,992 | 1:29,501 | 2       |
| 3    | 2  | Mark Webber         | Red Bull-Renault               | 1:31,428 | 1:30,217 | 1:29,608 | 3       |
| 4    | 7  | Kimi Räikkönen      | Lotus-Renault                  | 1:30,676 | 1:29,852 | 1:29,892 | 4       |
| 5    | 8  | Romain Grosjean     | Lotus-Renault                  | 1:31,242 | 1:30,005 | 1:29,959 | 5       |
| 6    | 19 | Daniel Ricciardo    | Toro Rosso-Ferrari             | 1:31,081 | 1:30,223 | 1:30,528 | 6       |
| 7    | 4  | Felipe Massa        | Ferrari                        | 1:30,547 | 1:29,825 | 1:31,126 | 7       |
| 8    | 3  | Fernando Alonso     | Ferrari                        | 1:30,709 | 1:29,962 | 1:31,209 | 8       |
| 9    | 5  | Jenson Button       | McLaren-Mercedes               | 1:31,181 | 1:30,269 | –        | 9       |
| 10   | 11 | Nico Hülkenberg     | Sauber-Ferrari                 | 1:31,132 | 1:30,231 | –        | 10      |
| 11   | 9  | Nico Rosberg        | Mercedes                       | 1:31,322 | 1:30,326 | –        | 11      |
| 12   | 14 | Paul di Resta       | Force India-Mercedes           | 1:31,322 | 1:30,697 | –        | 12      |
| 13   | 6  | Sergio Pérez        | McLaren Mercedes-Mercedes Benz | 1:31,498 | 1:30,933 | –        | 13      |
| 14   | 12 | Esteban Gutiérrez   | Sauber-Ferrari                 | 1:31,681 | 1:31,010 | –        | 14      |
| 15   | 15 | Adrian Sutil        | Force India-Mercedes           | 1:31,320 | 1:31,010 | –        | 15      |
| 16   | 18 | Jean-Éric Vergne    | Toro Rosso-Ferrari             | 1:31,629 | 1:31,104 | –        | 16      |
| 17   | 17 | Valtteri Bottas     | Williams-Renault               | 1:31,693 | –        | –        | 17      |
| 18   | 16 | Pastor Maldonado    | Williams-Renault               | 1:31,707 | –        | –        | 18      |
| 19   | 20 | Charles Pic         | Caterham-Renault               | 1:32,937 | –        | –        | 22      |
| 20   | 22 | Jules Bianchi       | Marussia-Cosworth              | 1:33,063 | –        | –        | 19      |
| 21   | 21 | Giedo van der Garde | Caterham-Renault               | 1:33,734 | –        | –        | 20      |
| 22   | 23 | Max Chilton         | Marussia-Cosworth              | 1:34,231 | –        | –        | 21      |

### Wyścig
Źródło: Wyprzedź Mnie!
| P                 | + / –     | Nr | Kierowca            | Konstruktor          | Okr. | Czas / Strata              | Komentarz |
| ----------------- | --------- | -- | ------------------- | -------------------- | ---- | -------------------------- | --------- |
| 1                 | 1         | 1  | Sebastian Vettel    | Red Bull-Renault     | 60   | 1h41m14,711                |           |
| 2                 | 2         | 7  | Kimi Räikkönen      | Lotus-Renault        | 60   | +0:01,008                  |           |
| 3                 | 2         | 8  | Romain Grosjean     | Lotus-Renault        | 60   | +0:05,830                  |           |
| 4                 | 4         | 3  | Fernando Alonso     | Ferrari              | 60   | +0:07,721                  |           |
| 5                 | 4         | 10 | Lewis Hamilton      | Mercedes             | 60   | +0:26,927                  |           |
| 6                 | 3         | 5  | Jenson Button       | McLaren-Mercedes     | 60   | +0:27,996                  |           |
| 7                 | 4         | 2  | Mark Webber         | Red Bull-Renault     | 60   | +0:37,562                  |           |
| 8                 | 5         | 6  | Sergio Pérez        | McLaren-Mercedes     | 60   | +0:38,306                  |           |
| 9                 | 2         | 9  | Nico Rosberg        | Mercedes             | 60   | +0:46,821                  |           |
| 10                | Bez zmian | 11 | Nico Hülkenberg     | Sauber-Ferrari       | 60   | +0:49,892                  |           |
| 11                | 1         | 14 | Paul di Resta       | Force India-Mercedes | 60   | +0:53,771                  |           |
| 12                | 6         | 19 | Daniel Ricciardo    | Toro Rosso-Ferrari   | 60   | +0:56,975                  |           |
| 13                | 2         | 15 | Adrian Sutil        | Force India-Mercedes | 60   | +0:57,738                  |           |
| 14                | Bez zmian | 12 | Esteban Gutiérrez   | Sauber-Ferrari       | 60   | +1:00,160                  |           |
| 15                | 3         | 16 | Pastor Maldonado    | Williams-Renault     | 60   | +1:01,929                  |           |
| 16                | 1         | 17 | Valtteri Bottas     | Williams-Renault     | 59   | +1 okr.                    |           |
| 17                | 5         | 20 | Charles Pic         | Caterham-Renault     | 59   | +1 okr.                    |           |
| 18                | 2         | 21 | Giedo van der Garde | Caterham-Renault     | 59   | +1 okr.                    |           |
| 19                | 2         | 23 | Max Chilton         | Marussia-Cosworth    | 59   | +1 okr.                    |           |
| Niesklasyfikowani |           |    |                     |                      |      |                            |           |
|                   |           | 18 | Jean-Éric Vergne    | Toro Rosso-Ferrari   | 22   | hydraulika                 |           |
|                   |           | 22 | Jules Bianchi       | Marussia-Cosworth    | 21   | silnik                     |           |
|                   |           | 4  | Felipe Massa        | Ferrari              | 3    | poślizg/zgaśnięcie silnika |           |
| P                 | + / –     | Nr | Kierowca            | Konstruktor          | Okr. | Czas / Strata              | Komentarz |

### Najszybsze okrążenie
Źródło: Wyprzedź Mnie!
| Nr | Kierowca        | Konstruktor | Czas     | Okr. |
| -- | --------------- | ----------- | -------- | ---- |
| 3  | Fernando Alonso | Ferrari     | 1:33,468 | 51   |

## Prowadzenie w wyścigu
Źródło: Racing-Reference
| Nr                              | Kierowca         | Okrążenia         | Suma |
| ------------------------------- | ---------------- | ----------------- | ---- |
| 1                               | Sebastian Vettel | 1-6, 13-40, 49-60 | 44   |
| 7                               | Kimi Räikkönen   | 40-49             | 9    |
| 8                               | Romain Grosjean  | 8-13              | 5    |
| 2                               | Mark Webber      | 6-8               | 2    |
| 10                              | Lewis Hamilton   | 1                 | 1    |
| \| Wykres \| \| ------ \| \| \| |                  |                   |      |
| Wykres                          |                  |                   |      |
|                                 |                  |                   |      |

## Klasyfikacja po wyścigu

### Kierowcy
| P  | +/− | Kierowca            | Starty | Punkty | P1 | P2 | P3 | PP | NO | NS |
| -- | --- | ------------------- | ------ | ------ | -- | -- | -- | -- | -- | -- |
| 1  | 0   | Sebastian Vettel    | 9      | 157    | 4  | 1  | 1  | 3  | 3  | 1  |
| 2  | 0   | Fernando Alonso     | 9      | 123    | 2  | 2  | 1  | –  | 1  | 1  |
| 3  | 0   | Kimi Räikkönen      | 9      | 116    | 1  | 4  | –  | –  | 1  | –  |
| 4  | 0   | Lewis Hamilton      | 9      | 99     | –  | –  | 3  | 3  | –  | –  |
| 5  | 0   | Mark Webber         | 9      | 93     | –  | 2  | 1  | –  | 2  | 1  |
| 6  | 0   | Nico Rosberg        | 9      | 84     | 2  | –  | –  | 3  | –  | 2  |
| 7  | 0   | Felipe Massa        | 9      | 57     | –  | –  | 1  | –  | –  | 2  |
| 8  | +1  | Romain Grosjean     | 9      | 41     | –  | –  | 2  | –  | –  | 2  |
| 9  | −1  | Paul di Resta       | 9      | 36     | –  | –  | –  | –  | –  | 1  |
| 10 | 0   | Jenson Button       | 9      | 33     | –  | –  | –  | –  | –  | –  |
| 11 | 0   | Adrian Sutil        | 9      | 23     | –  | –  | –  | –  | –  | 2  |
| 12 | +1  | Sergio Pérez        | 9      | 16     | –  | –  | –  | –  | 1  | –  |
| 13 | −1  | Jean-Éric Vergne    | 9      | 13     | –  | –  | –  | –  | –  | 4  |
| 14 | 0   | Daniel Ricciardo    | 9      | 11     | –  | –  | –  | –  | –  | 2  |
| 15 | 0   | Nico Hülkenberg     | 8      | 7      | –  | –  | –  | –  | –  | 1  |
| 16 | 0   | Pastor Maldonado    | 9      | 0      | –  | –  | –  | –  | –  | 3  |
| 17 | 0   | Valtteri Bottas     | 9      | 0      | –  | –  | –  | –  | –  | –  |
| 18 | 0   | Esteban Gutiérrez   | 9      | 0      | –  | –  | –  | –  | 1  | 1  |
| 19 | 0   | Jules Bianchi       | 9      | 0      | –  | –  | –  | –  | –  | 2  |
| 20 | 0   | Charles Pic         | 9      | 0      | –  | –  | –  | –  | –  | 1  |
| 21 | 0   | Max Chilton         | 9      | 0      | –  | –  | –  | –  | –  | –  |
| 22 | 0   | Giedo van der Garde | 9      | 0      | –  | –  | –  | –  | –  | 2  |
| P  | +/− | Kierowca            | Starty | Punkty | P1 | P2 | P3 | PP | NO | NS |

### Konstruktorzy
| P  | +/− | Konstruktor          | Starty | Punkty | P1 | P2 | P3 | PP | NO | NS |
| -- | --- | -------------------- | ------ | ------ | -- | -- | -- | -- | -- | -- |
| 1  | 0   | Red Bull-Renault     | 18     | 250    | 4  | 3  | 2  | 3  | 5  | 2  |
| 2  | 0   | Mercedes             | 18     | 183    | 2  | –  | 3  | 6  | –  | 1  |
| 3  | 0   | Ferrari              | 18     | 180    | 2  | 2  | 2  | –  | 1  | 3  |
| 4  | 0   | Lotus-Renault        | 18     | 157    | 1  | 4  | 2  | –  | 1  | 2  |
| 5  | 0   | Force India-Mercedes | 18     | 59     | –  | –  | –  | –  | –  | 3  |
| 6  | 0   | McLaren-Mercedes     | 18     | 49     | –  | –  | –  | –  | 1  | –  |
| 7  | 0   | Toro Rosso-Ferrari   | 18     | 24     | –  | –  | –  | –  | –  | 6  |
| 8  | 0   | Sauber-Ferrari       | 17     | 7      | –  | –  | –  | –  | 1  | 2  |
| 9  | 0   | Williams-Renault     | 18     | 0      | –  | –  | –  | –  | –  | 3  |
| 10 | 0   | Marussia-Cosworth    | 18     | 0      | –  | –  | –  | –  | –  | 2  |
| 11 | 0   | Caterham-Renault     | 18     | 0      | –  | –  | –  | –  | –  | 3  |
| P  | +/− | Konstruktor          | Starty | Punkty | P1 | P2 | P3 | PP | NO | NS |